# Кохталамби
Кохталамби — озеро на территории Ругозерского сельского поселения Муезерского района Республики Карелии.

## Общие сведения
Площадь озера — 2,3 км², площадь водосборного бассейна — 39 км². Располагается на высоте 121,9 метров над уровнем моря.
Форма озера продолговатая: оно вытянуто с северо-запада на юго-восток. Берега преимущественно заболоченные.
Через озеро протекает ручей Кохтаоя, впадающий в Ондозеро. Через Ондозеро протекает река Онда, втекающая, в свою очередь, в Нижний Выг.
К озеру подходит автозимник.
Код объекта в государственном водном реестре — 02020001311102000008227.